# 藤原宗俊
藤原 宗俊（ふじわら の むねとし）は、平安時代中期から後期にかけての公卿。藤原北家中御門流、右大臣・藤原俊家の次男。官位は正二位・権大納言。松木家の祖。

## 経歴
後冷泉朝の天喜5年（1057年）従五位下に叙爵し、翌天喜6年（1058年）侍従に任官。康平2年（1059年）従五位上・左近衛少将に叙任されると、康平3年（1060年）正五位下次いで従四位下、康平6年（1063年）従四位上・右近衛中将、康平7年（1064年）正四位下と近衛次将を務めながら順調に昇進した。
治暦元年（1065年）蔵人頭に補されると、治暦3年（1067年）に参議に任ぜられて公卿に列す。議政官の傍らで引き続き中将を兼ね、後三条朝に入っても、治暦4年（1068年）従三位、延久2年（1070年）正三位と昇進を重ねた。白河朝の承保2年（1075年）従二位、承暦4年（1080年）権中納言に叙任され、寛治6年（1092年）権大納言に至る。
永長2年（1097年）5月5日薨去。享年52。最終官位は権大納言正二位兼按察使。

## 人物
笙など管弦に秀で、それを子の宗忠・宗輔らに伝えた。

## 逸話
宗俊は豊原時光の笙の弟子であった。時光が宗俊に対して大食調の入調を今に教えようといいながら、教えることがないまま年月を経ていた。雨が激しく降っていたある夜、時光が「今夜こそは入調を伝授したい」と来訪した。宗俊は喜ぶが、時光は「殿中では誰かに聞かれてしまうかもしれないので、大極殿に行きましょう。供は時光一人で。」と申し上げた。大極殿でまさに秘曲を伝授しようとした時、「このような所でも曲を聴こうとして誰か隠れているかもしれない」と言って、時光は松明を取って辺りを見回したところ、蓑笠を着た者が一人柱の陰にいた。誰かと問うたところ、笙の名人の武吉（武能）であった。そこでやむなく、時光と宗俊は伝授ができないまま帰ったという（『古事談』）

## 官歴
『公卿補任』による
- 天喜5年（1057年） 8月22日：従五位下（内給）
- 天喜6年（1058年） 正月10日：昇殿　4月16日：禁色　8月22日：侍従
- 康平2年（1059年） 正月5日：従五位上（馨子内親王御給）。2月13日：右近衛少将。2月15日：左近衛少将
- 康平3年（1060年） 正月6日：正五位下。2月21日：兼伊予介。11月28日：従四位下、還昇少将如元
- 康平4年（1061年） 12月8日：左近衛権中将
- 康平6年（1063年） 正月5日：従四位上。2月27日：右近衛中将
- 康平7年（1064年） 正月6日：正四位下（皇后宮御給）
- 康平8年（1065年） 3月29日：近江介。12月18日：蔵人頭（頭中将）
- 治暦2年（1066年） 2月8日：近江権介
- 治暦3年（1067年） 2月6日：参議、中将如元
- 治暦4年（1068年） 3月5日：兼讃岐権守。4月17日：従三位（隆國卿讓）
- 延久2年（1070年） 8月23日：正三位（春日行幸行事賞）
- 延久5年（1073年） 正月30日：讃岐権守。7月21日：皇太后宮権大夫
- 承保2年（1075年） 正月5日：従二位（民部卿讓、造大極殿行事賞）
- 承保4年（1077年） 3月27日：右近衛中将
- 承暦3年（1079年） 正月27日：備後権守
- 承暦4年（1080年） 正月28日：権中納言
- 承暦5年（1081年） 正月5日：正二位（参議時行幸春日社行事賞）
- 寛治6年（1092年） 4月26日：権大納言
- 嘉保3年（1096年） 正月24日：按察使
- 永長2年（1097年） 5月5日：薨去

## 系譜
- 父：藤原俊家
- 母：源隆国の二女
- 妻：藤原実綱の娘
  - 長男：藤原宗忠（1062-1141）
- 妻：源俊房の娘（?-1130）
  - 次男：藤原忠良（1075-1098）
  - 三男：藤原宗輔（1077-1162）
  - 男子：相命